# 原酸

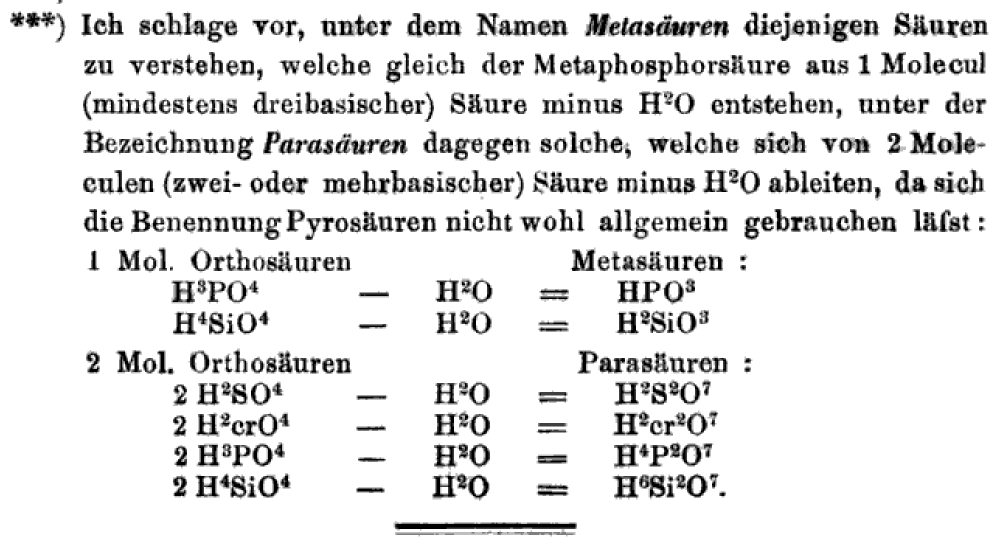
Welzien在《Annalen der Chemie und Pharmacie von Justus Liebig》（1867）一书中对原酸的描述。

在有机化学中，原酸（英語：Ortho acid）是羧酸的水合物，化学式为R-C(OH)3，它们通常属于假想化合物，但部分衍生物（如盐、酯）是已知的。
无机物中的原酸则指的是羟基化程度最高的酸。

## 例子
- 原碳酸，C(OH)
4
- 原甲酸，HC(OH)
3
- 原乙酸，CH
3–C(OH)
3